# Cleveland Beach Provincial Park
Cleveland Beach Provincial Park är en park i Kanada.   Den ligger i provinsen Nova Scotia, i den sydöstra delen av landet, 900 km öster om huvudstaden Ottawa. Cleveland Beach Provincial Park ligger 2 meter över havet.
Terrängen runt Cleveland Beach Provincial Park är platt. Havet är nära Cleveland Beach Provincial Park åt sydost. Trakten är glest befolkad. Närmaste större samhälle är Peggys Cove, 18,6 km söder om Cleveland Beach Provincial Park. 